# ソール＝オスゴール
ソールツ＝オスゴール （Soorts-Hossegor、発音: [sɔʁts ɔsəɡɔʁ]、オック語: Sòrts e Òssagòr、発音 [sɔrts e ˈɔsoɡɔr]）は、フランス、ヌーヴェル＝アキテーヌ地域圏、ランド県のコミューン。

## 地理

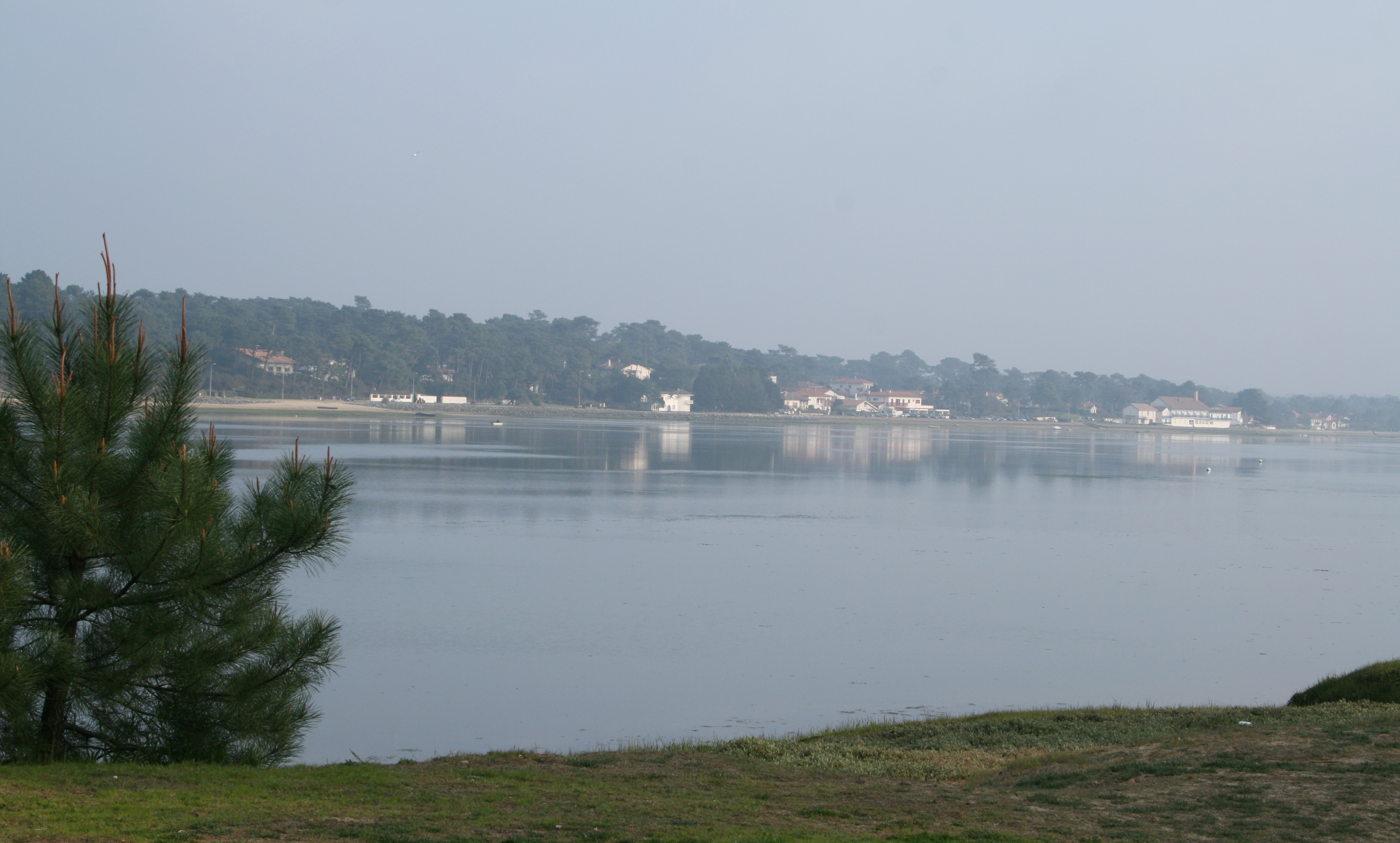
オスゴール湖

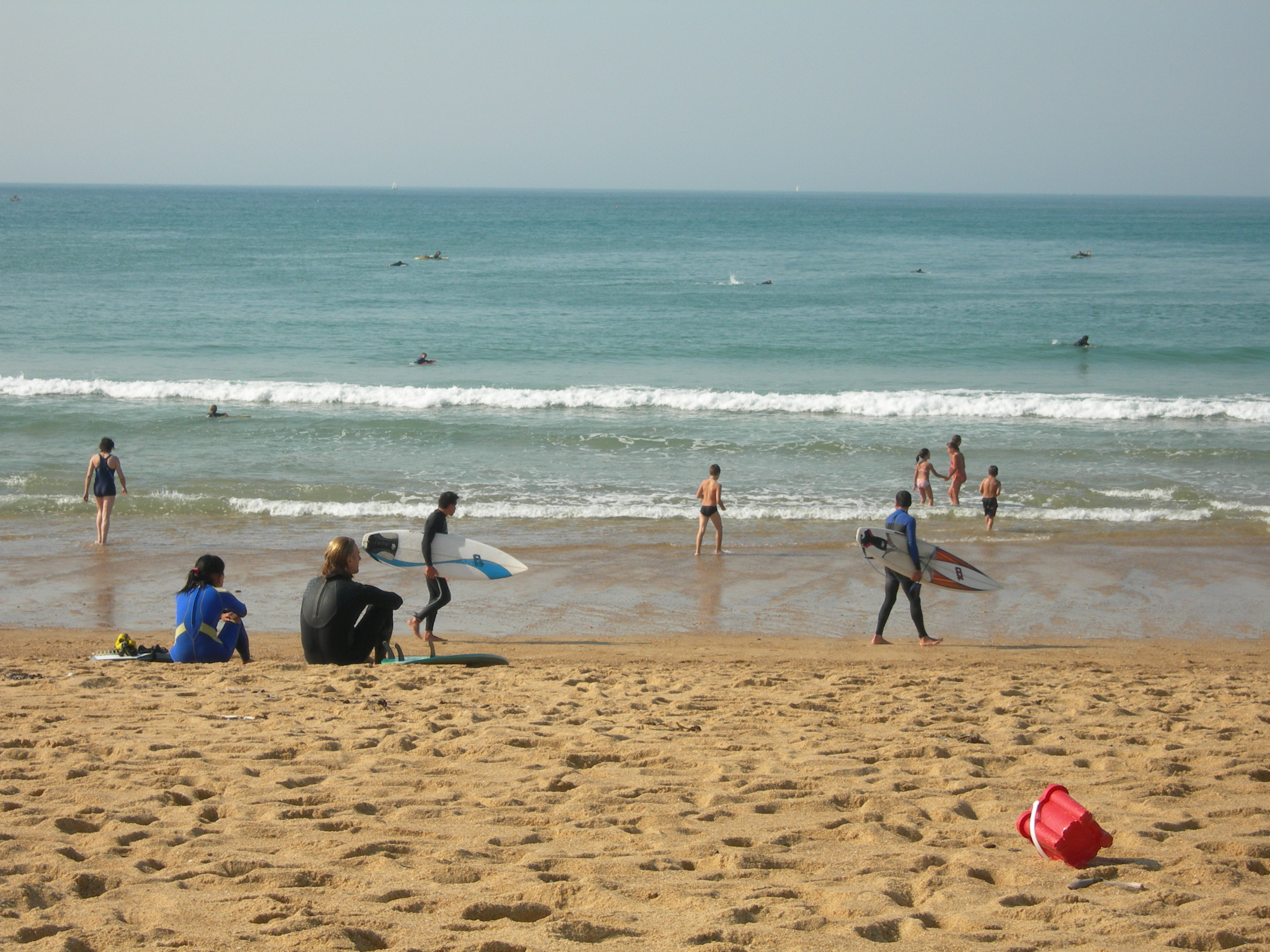
オスゴールの浜のサーファーたち

ランドの森の中、マレンヌ地方に属し、大西洋に面している。流れが変わる前のかつてのアドゥール川である、ブルレ川とブディゴー川が流れ込む。隣接するコミューン、セニョスとカップブルトンとともに、ブルレ港を共有している。
サーフィンが盛んに行われているリゾート地である。毎年9月下旬、世界中の名だたるサーファーたちが、オスゴールのサーフィンエリアで行われるサーフィン世界選手権の一つ、クイックシルバー・プロ・フランス（fr）に参戦する。フランス・サーフィン連盟も本部をオスゴールに置いている。
毎年8月上旬には、オスゴールの美しいゴルフ場で、グランプリ・デ・ランド・ゴルフ選手権が開催されている。
オスゴール湖は海水の湖である（潮の干満で海水が入り込むため）。湖は最長で2200mの長方形の形をしており、南北の長さは200mである。この湖は、かつてのアドゥール川河口（カップブルトンにあった河口はバイヨンヌに移動した）の名残である。潮の干満によって湖はほぼ空になったり、その後水で満たされたりする。湖にはカキ養殖の設備が置かれている。湖は、運河を設けることによって海と再びつながっている。
オスゴール湖は別荘や庭園、公園に囲まれている。その周囲のビーチは、夏の海水浴場として監視がされている。湖の南東部には、オスゴール産カキを提供する数箇所のレストランがある。

## 由来
Soortsとはソルド修道院のSordeに語源が近い。これはガスコーニュ語でsórderまたはsordarとなり、「こみ上げる」という意味になる。Sortenという地名は「源がある場所」、おそらくは牧草地を意味する。また、同じくガスコーニュ語を語源としている地名ソール（アリエージュ県のSor、ランド県のSort）とも比較される。
ルネ・キュザックはガスコーニュ語の語源を好む。これはラテン語のfossa（穴）、そしてgurgitem（深い溝）からなる、fosse-gorgeから派生したとする。

## 人口統計
| 1962年 | 1968年 | 1975年 | 1982年 | 1990年 | 1999年 | 2007年 |
| ------ | ------ | ------ | ------ | ------ | ------ | ------ |
| 1755   | 2071   | 2248   | 2544   | 2829   | 3296   | 3679   |

参照元：Insee 

## 出身者
- アネット・チゾン（1942年 - ） - 絵本作家。アメリカ人夫のタラス・テイラーと共に「バーバパパ」の生みの親として知られる。